# Julia Kautz

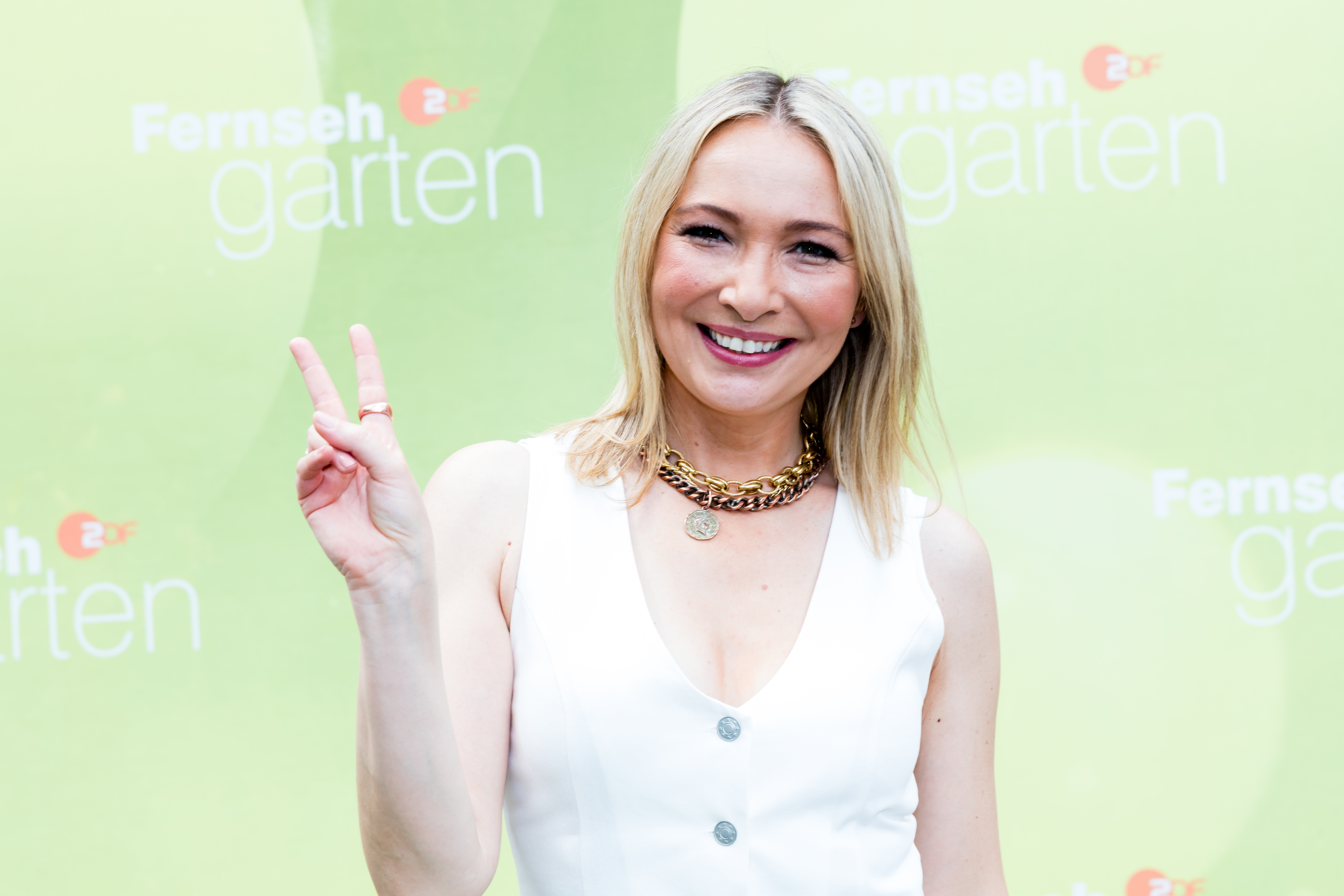
Julia Kautz (2025)

Julia Kautz (* 8. Juni 1981 in Wien) ist eine österreichische Singer- und Songwriterin, die in München lebt.

## Leben
Julia Kautz wuchs in Maiersdorf im Bezirk Wiener Neustadt auf und nahm bereits im Alter von vier Jahren erste selbstgeschriebene Songs mit dem Kassettenrecorder auf. Im Alter von 6 Jahren hatte sie Klavier- und Gitarrenunterricht, ehe sie mit 12 Jahren ihre erste eigene Nirvana-Coverband gründete. Später sang sie noch in weiteren Bands aus den Genres Metal, Reggae, Jazz und Pop.
Ihre Matura machte sie auf einem musischen Gymnasium und studierte anschließend Germanistik sowie Theater-, Film- und Medienwissenschaften in Wien, bis sie eine Karriere als Journalistin in der Musikredaktion des österreichischen Magazins Rennbahn Express und danach News startete. Ab diesem Zeitpunkt interviewte Kautz namhafte Musikgrößen wie Phil Collins, Sting oder Depeche Mode. Im Jahr 2003 zog sie nach München und fing einen Job bei der Bravo an, bei der sie später als Chefreporterin tätig war. Bei ihrer intensiven Reisetätigkeit für Interviews traf sie Musiker wie Beyoncé, Rihanna, Bruno Mars oder Justin Bieber. Nebenbei hat sie die tägliche Sendung „Bravo WebTV“ moderiert. Zusammen mit Sascha Wernicke schrieb sie 2011 den Roman „Im Bus ganz hinten“ – die Autobiografie des Rappers Fler – der es sogar auf Platz 13 der Spiegel-Bestsellerliste schaffte. Im Jahr 2012 entschied sich Kautz dafür, ihren Job bei der Bravo aufzugeben und sich ganz der Musik zu widmen.

## Musikalischer Werdegang

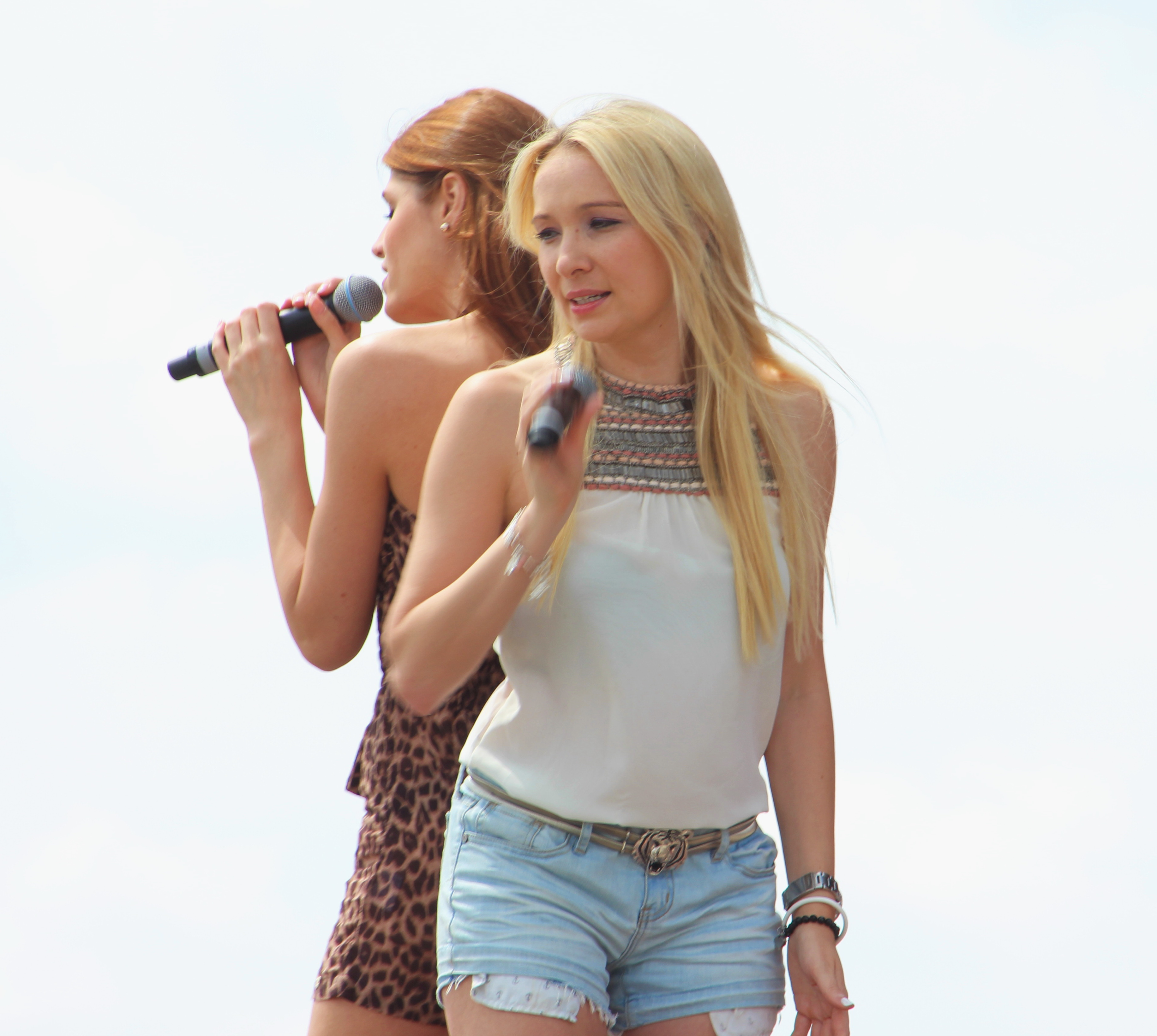
Julia Kautz als Teil des Duos Neonherz (2013)

Ihren ersten Plattenvertrag bei Warner Music erhielt Julia Kautz als Teil des Duos Neonherz. Daraufhin folgten die ersten Singles Superheld und Rosenrot und 2013 die Veröffentlichung ihres ersten gemeinsamen Albums Neonherz. Zahlreiche Auftritte beispielsweise im ZDF-Fernsehgarten und auf dem REWE-Family-Fest folgten.
Seit 2015 ist Julia Kautz unter ihrem bürgerlichen Namen als Solokünstlerin unterwegs und veröffentlichte in demselben Jahr ihre erste eigene Single Sag mir wo. Sie ist außerdem als Songwriterin für andere Künstler wie Wincent Weiss, Luxuslärm, Max Mutzke, Cassandra Steen oder die österreichischen Künstlerinnen Tina Naderer und Ina Regen tätig. 2015 gelang ihr eine Nummer-eins-Platzierung in Japan mit dem Song Music of my life, den sie für die koreanische Boyband My Name schrieb. Nationale und internationale Bühnenerfahrungen als Solokünstlerin sammelte Kautz bei Wincent Weiss, bei dem sie von 2016 bis 2018 als Supportact die Konzerte eröffnete. Sie erlangte dadurch eine größere Bekanntheit und veranstaltete Anfang 2018 ihr erstes eigenes Konzert im Alten Pfandhaus in Köln. Infolge der Zusammenarbeit mit Wincent Weiss am Album Irgendwas gegen die Stille wurde Kautz Ende 2018 mit Platin ausgezeichnet.
Im Herbst 2018 ging sie erstmals mit ihren eigenen Songs und ihrer Band auf „Achtung Baby, es geht los!“-Tour, bei der sie quer durch Deutschland sowie durch Österreich und die Schweiz reiste. Als Special Guests waren neben Luca Hänni oder Mateo von Culcha Candela auch andere Künstler wie Körner mit ihr auf der Bühne. Extra für ihre Tour hat sie eine eigene und limitierte gleichnamige EP mit allen Songs, die sie auf Tour spielte, produziert. Im Anschluss an die Tour veröffentlichte Julia Kautz im Dezember ihre Single Danke sagen mit Eindrücken von der Tour als Dankeschön an ihre Fans.
In der zweiten Jahreshälfte von 2019, im Frühsommer 2022 sowie im April 2024 unterstützte Julia als musikalische Begleitung die Bestsellerautorin Meike Werkmeister, die Songzitate von Kautz in ihren Büchern verarbeitete, auf ihren Lesungen. Auch im Mai 2025 stand wieder eine gemeinsame Musik-Lesung in Lübbecke an.
Im Dezember 2019 war Julia Kautz erneut als Supportact dabei. Dieses Mal begleitete sie die dänische Singer-Songwriterin Aura Dione auf ihrer Deutschlandtour.
Julia Kautz’ Song Wieder Engel war 2018 der Kampagnensong von „B Builds Up Nepal“ als Teil einer Charity-Aktion, bei der der Erlös den Straßenkindern in Nepal zugutekommt. Des Weiteren unterstützt sie Charity-Aktionen, wie beispielsweise die Welthungerhilfe beim „Rock gegen Hunger“ oder beim „Adventsbrunch“ im Dezember 2019 sowie ein „Ein Herz für Kinder“ im Juli 2020, bei der sie ein Skype-Konzert für den guten Zweck versteigerte. Darüber hinaus war sie im Oktober 2022 im Rahmen der Kinderklinikkonzerte gemeinsam mit Gregor Hägele in der Median Rehaklinik in Bad Kösen und spielte einige ihrer Lieder.
Auch 2024 war sie wieder mit Gregor Hägele und RIA auf einer Herbsttour mit einem Kinderklinikkonzert im Dr. von Haunerschen Kinderspital in München dabei.

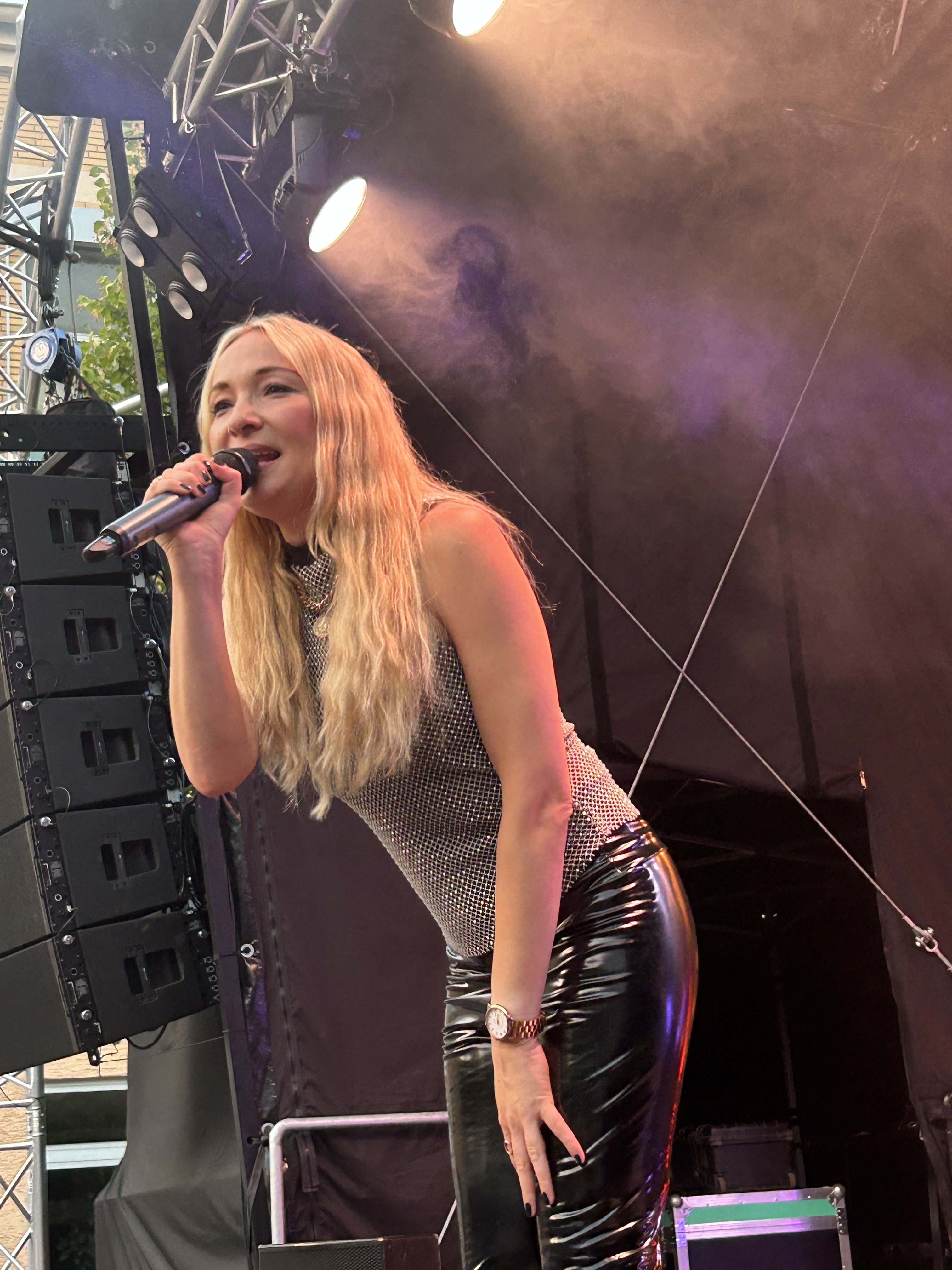
Julia Kautz während ihres Auftritts beim Rio Reiser Songpreis (2023)

2020 arbeitete Julia Kautz an ihrer ersten eigenen EP Amnesie, die im November 2020 unter ihrem selbstgegründeten Label „Kautz Records“ veröffentlicht wurde und spielte deutschlandweit Konzerte. Danach wurde im Mai 2021 die Single Ich ohne dich publiziert, von der in Zusammenarbeit mit dem Duo Anstandslos & Durchgeknallt im Spätsommer des gleichen Jahres ein Dance-Pop Remix entstanden ist. Anfang September holte sie ihr mehrfach wegen der Corona-Pandemie verschobenes EP-Release-Konzert im Kulturzentrum Backstage in München nach, bei dem Gregor Hägele und RIA als Supportacts dabei waren. Darauf folgten im gleichen Monat die Veröffentlichung der Single Cheers und ein erneuter Gastauftritt beim ZDF-Fernsehgarten. 2021 erschien der Song Bleib hier, den Julia Kautz ihrer an Krebs erkrankten Schwester widmet. Letzterer entstand während des Almenland Songwriting Camps von welovemelodies, bei dem sie auch als Songwriterin für andere Künstler tätig war. Während die Veröffentlichung Immer die Musik eine Liebeserklärung von Kautz an die Musik darstellt, greift die Single Münztelefon die frühere Zeit auf, in der die Welt noch primär offline stattfand. Mit Letzterem war sie nochmals zu Gast im ZDF-Fernsehgarten. Auch im österreichischen Fernsehen war Kautz zu sehen. So war sie beispielsweise bei Guten Morgen Österreich zu einem Talk eingeladen und spielte einige ihrer Songs. Ihre Single Forever Masochist, die mit Patrick De Benedetto-Freisinger von der österreichischen Band Alle Achtung produziert wurde, bildet den Abschluss der am gleichen Tag erschienenen EP Immer die Musik. Zu dieser fand im Herbst 2022 erneut ein EP-Release-Konzert im Backstage München statt, bei der Alle Achtung als Support erstmalig in Deutschland auftrat sowie die Schauspielerin und Sängerin Luana Knöll einen Gastauftritt erhielt. Am 19. August 2023 trat Kautz als Headlinerin bei der Verleihung des Rio Reiser Songpreises in Unna auf, bei dem sie selbst 2021 mit ihrem Lied Wieder Engel zuvor zu den Finalisten des Songpreises gehörte.

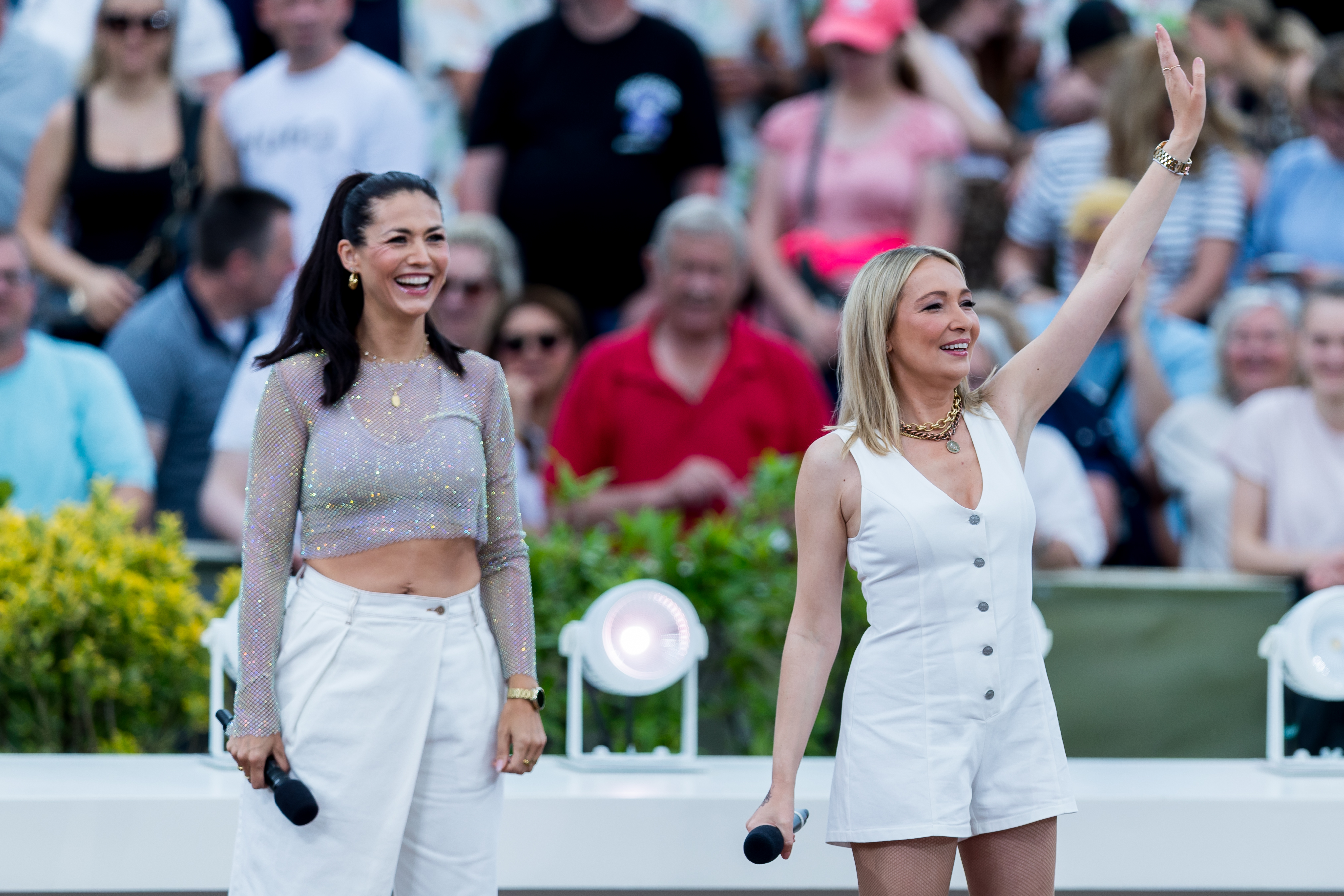
Gemeinsam mit Fiona Erdmann präsentierte Julia Kautz das Duett Besser Sad im ZDF-Fernsehgarten. (2025)

Im September 2024 wurde das Duett Ziemlich beste Freunde mit dem deutschen Sänger und Songwriter Nico Gomez publiziert.
Anfang 2025 kündigte Julia ihr Debütalbum Kautz an, welches am 30. Mai 2025 erschienen ist. Am selben Tag ist die Single Besser Sad mit der deutschen Influencerin und dem ehemaligen Model Fiona Erdmann veröffentlicht worden, die eine Hommage an ihre Freundschaft darstellt. Die Songpremiere fand am 1. Juni 2025 bei einem gemeinsamen Auftritt von Kautz und Erdmann im ZDF-Fernsehgarten statt. Eine nationale und internationale Albumtour unter dem Titel „Kautz Tour 2026“ steht für Januar 2026 an.

## Diskografie
Album
- 2025: Kautz

EPs
- 2018: Achtung Baby, es geht los! (Tour-EP)
- 2020: Amnesie
- 2022: Immer die Musik

Singles
- 2015: Sag mir wo
- 2016: Blechmann
- 2017: Meine Stadt
- 2017: Verliebt in Kurt Cobain
- 2018: Wieder Engel
- 2018: Danke sagen
- 2020: So viele Menschen
- 2020: Liebe diese Liebe
- 2020: Leonie
- 2020: Amnesie
- 2021: Ich ohne dich (Remix feat. Anstandslos & Durchgeknallt)
- 2021: Cheers
- 2021: Bleib hier
- 2022: Immer die Musik (Remix feat. Lmmr)
- 2022: Münztelefon
- 2022: Forever Masochist
- 2023: Bengalos (feat. Kicker Dibs)
- 2023: Utopia
- 2023: Kaputt
- 2024: Bin ich verrückt oder die andern?
- 2024: Bin ich verrückt oder die andern? (Remix feat. FABE BROWN)
- 2024: Gift
- 2024: Leben wie Las Vegas
- 2024: Ziemlich beste Freunde (feat. Nico Gomez)
- 2024: Taxi (feat. DIEBE)
- 2025: Hurra!
- 2025: Dasselbe Bett (feat. Katha Rosa)
- 2025: FOMO
- 2025: Besser Sad (feat. Fiona Erdmann)

Autorenbeteiligungen (Auswahl)
- 2023: Echo (Interpretation: Thorsteinn Einarsson)
- 2023: Selfie von heut Nacht (Interpretation: Wolkenfrei; Album: Hotel Tropicana)
- 2024: Fühlst du das auch (Interpretation: Gregor Hägele; offizielle ARD Trailer Kampagnensong der Fußball-Europameisterschaft 2024)